# 国家訴追主義
国家訴追主義（こっかそついしゅぎ）とは、刑事事件における公訴の提起及びこれを遂行する権限を国家機関に専属させる制度をいう。
通常、刑事事件について公訴を提起し遂行する権限は検察官が担う。
国家訴追主義は被害者や公衆などの私人が訴追を行う私人訴追主義の対義語である。
なお、国家訴追主義を採用するとしても、どの国家機関に公訴提起の権限を認めるかは立法政策の問題であり、検察官のみに公訴提起の権限を独占させる制度は起訴独占主義という。

## 概説
犯罪は社会の関心の対象であるため、私的な復讐やイギリスでとられている私人訴追を認めず、国家機関による刑罰を設けることで理性的な処理ができることをその趣旨としている。
フランス刑事訴訟法で規定されて以来、大陸法系の国で採用されることが多く、日本の刑事訴訟法も同様の規定を設けている。
国家訴追主義の長所としては、検察官は公益を代表する存在であり、個人的な報復感情にとらわれることがないため公正な公訴権の行使が期待できること、国家訴追主義の短所としては、訴追権を国家が独占することで、被害者感情や大衆意見・意識を反映させにくいことが挙げられる。

## 大陸法系の国々における公訴手続
フランスやドイツでは公訴を提起する権限の行使主体は検察官とされており国家訴追主義を原則としているが、例外的に被害者による私人訴追が認められている。
日本では起訴は国家機関のうち検察官のみがすることができる（刑事訴訟法247条・検察庁法4条）。日本法は私人による刑事訴追を認めておらず国家訴追主義を例外なく採用しているという特色がある。ただし、検察官による起訴独占主義には例外が設けられており、準起訴手続である付審判制度（刑事訴訟法262条以下）と検察審査会による起訴議決制度（2度目の起訴議決による強制起訴）の制度が存在する。

## 英米法系の国々における公訴手続
イギリスではもっぱら警察官が私人の立場で訴追を行う私訴（Private prosecution）が行われており公訴は例外である。
アメリカでは私人訴追制度は継承されず公的な訴追の機関として連邦及び各州に検察官制度が設けられている。また、アメリカでは州によって検察官とは別個の訴追機関として大陪審（Grand Jury）の制度を設けている場合もある。